# Haskala

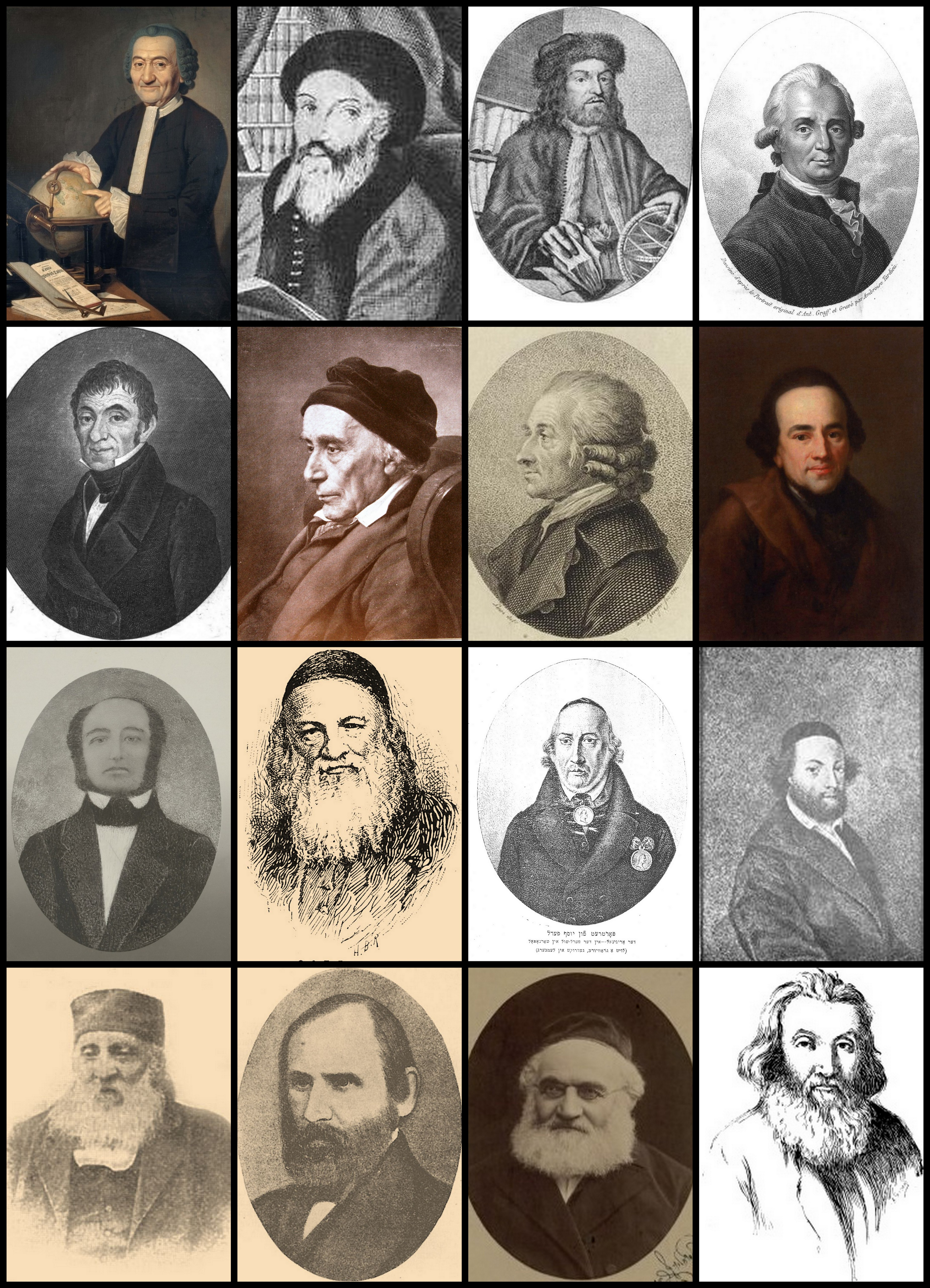
1. Proto-Maskilim: Raphael Levi Hannover • Solomon Dubno • Tobias Cohn • Marcus Elieser Bloch
2. Berlin: Salomon Jacob Cohen • David Friedländer • Naphtali Herz Wessely • Moses Mendelssohn
3. Austria/Galicja: Judah Löb Mieses • Solomon Judah Loeb Rapoport • Józef Perl • Baruch Jeitteles
4. Rosja: Avrom Ber Gotlober • Abraham Mapu • Samuel Josef Fünn • Izaak Ber Lewinson

Haskala (hebr. השכלה, „oświecenie”), oświecenie żydowskie – ruch intelektualny Żydów europejskich w późnych latach XVIII wieku, opowiadający się za przyjęciem przez nich oświeceniowych ideałów, integracją ze społecznościami nieżydowskimi, polepszeniem edukacji dotyczącej spraw świeckich, nauczaniem języka hebrajskiego i historii żydowskiej. Haskala rozpoczęła szerszy ruch asymilacji Żydów europejskich, którego skutkiem były m.in. pierwsze żydowskie ruchy polityczne i emancypacyjne. Zwolennicy haskali nazywani byli maskilami (hebr. מַשְׂכִילִים maskilim).
W innym sensie haskala oznacza studia nad biblijnym językiem hebrajskim, a także inną literaturą spisaną w tym języku. Czasem termin ten używany jest na określenie współczesnych krytycznych badań nad żydowskimi księgami religijnymi, takimi jak Miszna i Talmud, dla odróżnienia ich od metod stosowanych w tej dziedzinie przez ortodoksów.

## Ruch
Tak długo, jak Żydzi tworzyli oddzielne wspólnoty, zawsze rabin był najbardziej wpływowym członkiem takich grup. Oprócz pełnienia ról religijnych i edukacyjnych, był on także sędzią w sprawach cywilnych zawsze wtedy, gdy stronami byli Żydzi. Zostanie rabinem było marzeniem niemal wszystkich chłopców, a studiowanie Talmudu stało się z tego powodu jedyną drogą do „wybicia się”. Zwolennicy haskali opowiadali się więc za „wyjściem z getta”, nie tylko fizycznie, ale i psychicznie, drogą asymilacji z narodami, pośród których żyli Żydzi.
Przykładem takiej postawy był m.in. Mojżesz Mendelssohn (1729–1786), pruski Żyd, jeden z prekursorów ruchu, także Aaron Halle-Wolfssohn (1754–1835) i Józef Perl (1773–1839). Spektakularny sukces Mendelssohna jako filozofa i intelektualisty ukazał wielu możliwości otwierające się przed tymi, którzy zdecydują się na asymilację. Mendelssohn propagował metody, jakimi Żydzi mieli wtopić się w niemieckie społeczeństwo. Szczególny nacisk kładł na naukę języka niemieckiego – przetłumaczył na ten język Torę. Utworzył także do niej własny komentarz gramatyczny, Biur, mający być alternatywą wobec rabinicznej egzegezy Pisma.
Kwestie językowe były kluczowymi elementami ruchu. Mendelssohn i inni jego liderzy opowiadali się za odrodzeniem hebrajskiego i ograniczeniem używania jidysz. Rezultatem tych postulatów było powstawanie nowej, świeckiej literatury żydowskiej, ale również krytyczne interpretacje tekstów religijnych. Julius Fürst wraz z innymi żydowsko-niemieckimi językoznawcami stworzył hebrajskie i aramejskie słowniki i opracowania gramatyczne. Jednocześnie Żydzi zaczęli uczyć się i porozumiewać w językach narodów państw, w których zamieszkiwali. Otworzyło to nowe drogi asymilacji.
Haskala nie ograniczyła się oczywiście do Niemiec. Ruch bardzo szybko rozprzestrzenił się po całej Europie, a w Polsce jej pionierem był Mendel Lewin z Satanowa.

## Rezultaty
Promując asymilację, haskala wzmocniła także świecką tożsamość żydowską poprzez zwiększenie zainteresowania historią narodu żydowskiego. Bezpośrednim jej skutkiem było angażowanie się Żydów w życie kulturalne krajów, które zamieszkiwali, a także powstanie żydowskich ruchów politycznych, z syjonizmem na czele.
Haskala spowodowała powstanie w łonie judaizmu odłamów reformowanych, liberalizujących prawo religijne i normy obyczajowe. Społeczność ortodoksyjna odpowiedziała na to rozprzestrzenianiem się ruchu chasydzkiego, a także np. Mussar na Litwie czy też Torah im Derech Eretz w Niemczech. Zaowocowało to konfliktami pomiędzy maskilim a zwolennikami ortodoksji, które trwają do dziś.